# شهرستان جانگی‌آرقه
شهرستان جانگی‌آرقه (به قزاقی: Жаңаарқа ауданы، جاڭاارقا اۋدانى) یک شهرستان در قزاقستان است که در استان اولی‌تاو واقع شده‌است. شهرستان جانگی‌آرقه ۳۲۳۱۲ نفر جمعیت دارد.